# L’Hôpital-le-Mercier
L’Hôpital-le-Mercier település Franciaországban, Saône-et-Loire megyében. Lakosainak száma 301 fő (2022. január 1.). L’Hôpital-le-Mercier Chassenard, Luneau, Montceaux-l’Étoile, Saint-Yan és Vindecy községekkel határos.

## Népesség
A település népességének változása:
| Lakosok száma | 301  | 304  | 307  | 303  | 304  | 304  | 304  | 301  | 301  |
|               | 2013 | 2015 | 2016 | 2017 | 2018 | 2019 | 2020 | 2021 | 2022 |